# Nacktarsch

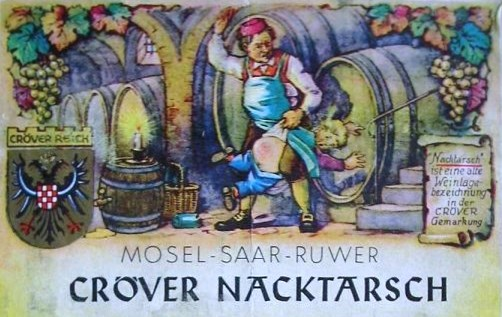
Weinetikett (April 1954)

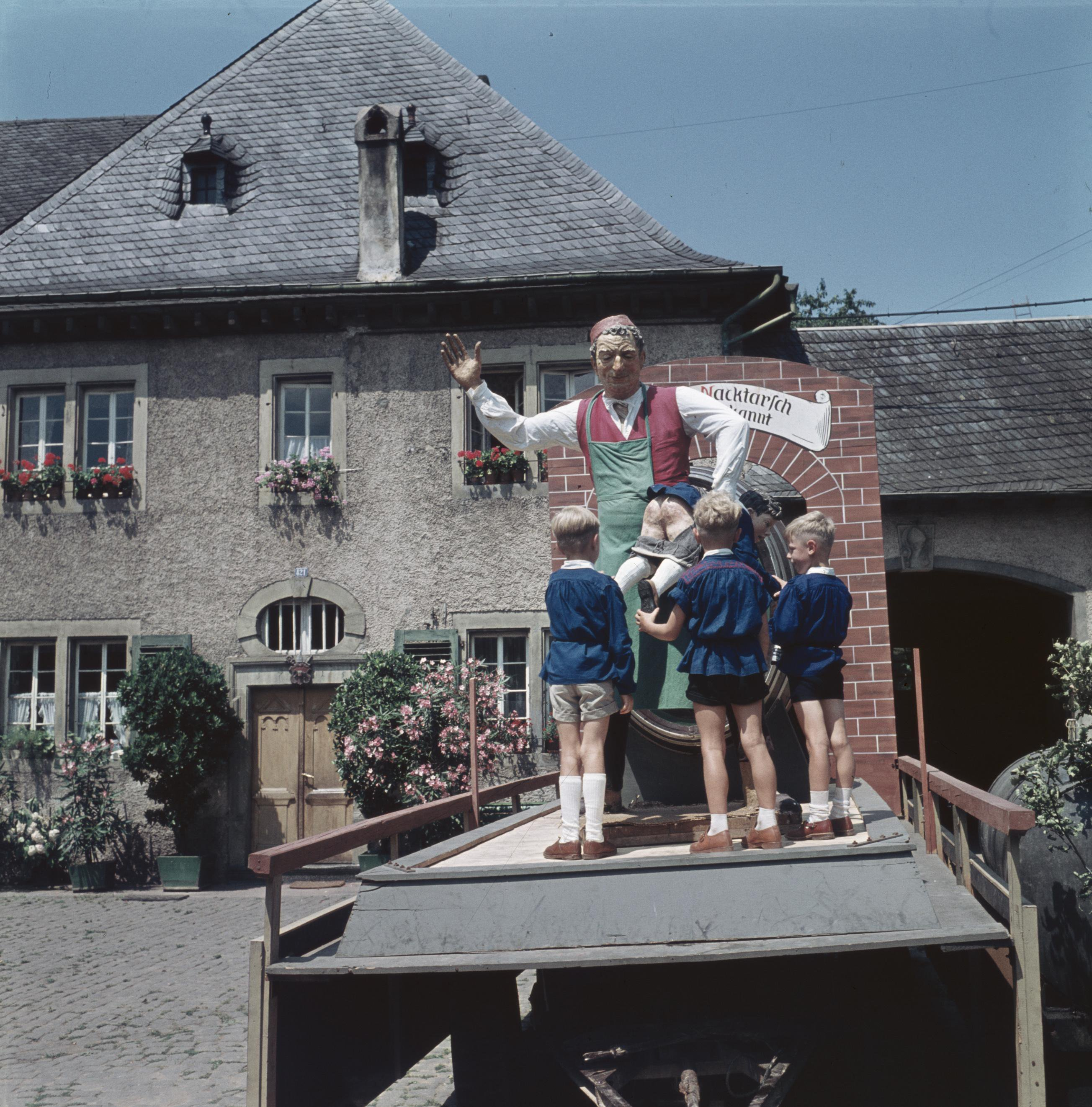
Kröver Weinfest mit Nacktarsch-Darstellung, 4. Juli 1959

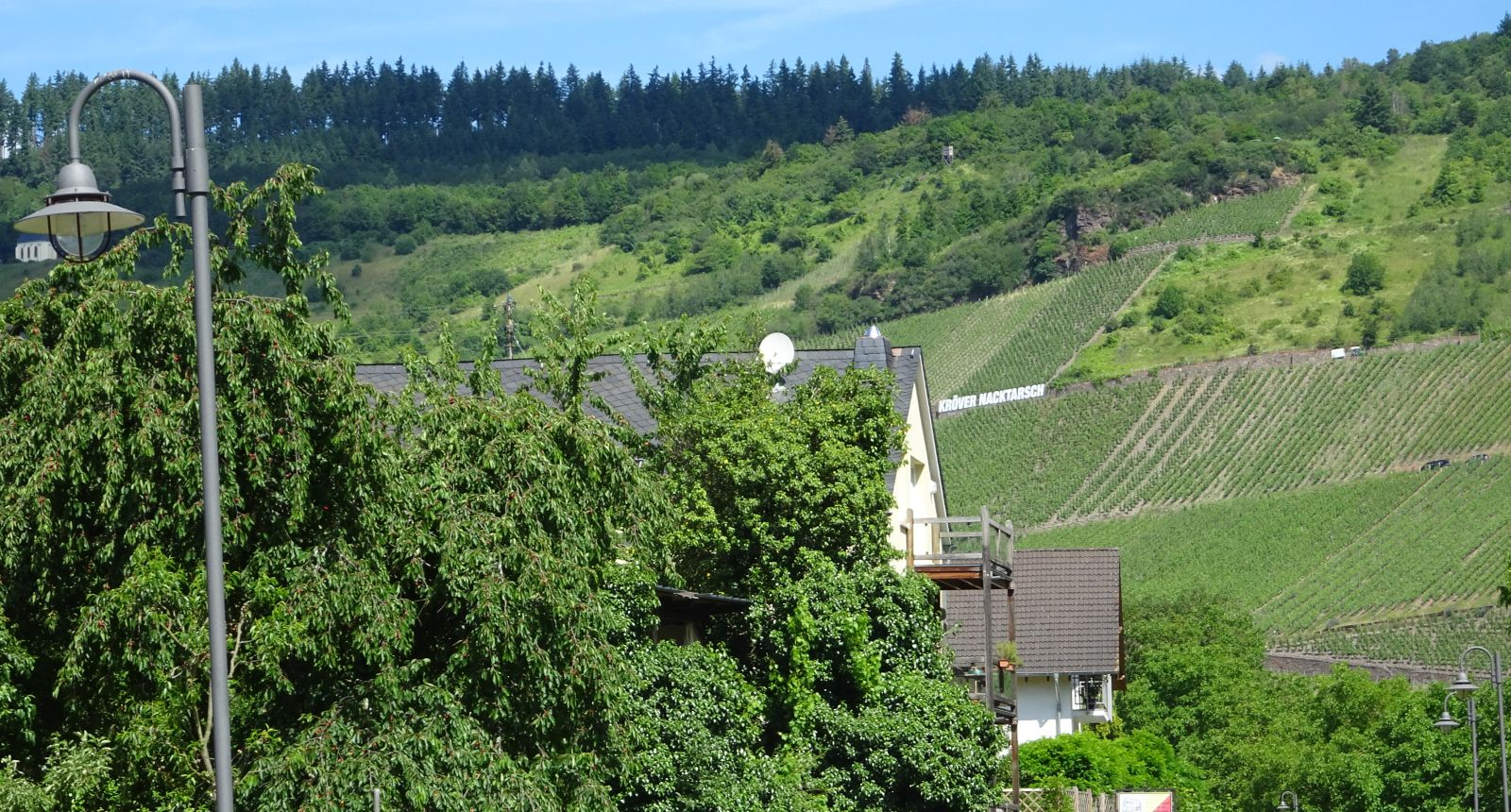
Weinlage bei Kröv

Nacktarsch ist eine nur 320 ha umfassende Großlage im Bereich Bernkastel des deutschen Weinbaugebiets Mosel. Seine sechs Einzellagen bestehen zu 95 % aus Hängen in sehr guter Südlage. Alle liegen auf dem Gebiet der Gemeinde Kröv und deren Ortsteil Kövenig bei Traben-Trarbach an der Mosel. Die Pluralform Nacktärsche bezeichnet Einzelflaschen von Weinen dieser Lage.

## Namensherkunft
Beim Namen handelt es sich wohl um eine Verballhornung des griechisch-lateinischen nectar („Nektar“) oder des keltischen nackas („felsige Höhe“), was sich darauf bezieht, dass der Nacktarsch-Hang im Herbst ohne Laub felsig aussieht.
Eine volksetymologische Überlieferung berichtet von einem Kröver Kellermeister, der zwei Jungen den nackten Hintern versohlt haben soll, nachdem er sie dabei erwischt hatte, wie sie aus einem seiner Fässer Wein tranken. Diverse Abbildungen dieser Version der Entstehungsgeschichte befinden sich zwar heute auf Etiketten zahlreicher Kröver Nacktarschflaschen, sind aber wohl als Wortspiel zu werten. Andere Erklärungen führen den Namen der Weinbaulage auf den für derbe Worte bekannten Götz von Berlichingen oder auf eine angebliche Ähnlichkeit des Berges bei Kröv mit dem namengebenden unbekleideten Körperteil zurück. An der Stelle, die zuerst „Nacktarsch“ genannt wurde, erfriert der Wein in manchen Jahren, und die Reben werden nackt entblättert. Somit weist die Bezeichnung „Kröver Nacktarsch“ auf die Anbaugrenze für Wein, damit auf die lange Reifezeit im Moselklima und endlich auf den besonderen Geschmack guter Moselweine hin.

## Rezeption
Auch wenn es verschiedene Interpretationen der Namensherkunft gibt: Der Name ist werbewirksam und verkaufsfördernd und über Deutschlands Grenzen hinaus bekannt.
| Jahr | Preis pro Flasche                              | Jahrgang                    | heutiger Gegenwert |
| ---- | ---------------------------------------------- | --------------------------- | ------------------ |
| 1931 | 0,80 RM                                        | 1930 blumig, unverschnitten | 4 EUR              |
| 1936 | 1,00 RM bzw. mit „originellem Etikett“ 1,20 RM | Jahrgang 1933/34 blumig     | 5 bzw. 6 EUR       |

Anfang 1938 untersagte der Werberat der deutschen Wirtschaft „die weitere Verwendung der Bezeichnungen ‚Cröver Nacktarsch‘ und ‚Lörscher Arschbacken‘ als Weinnamen“. Die Jahrgänge ab 1938 einschließlich sollten die Namen nicht mehr führen. Im Februar 1939 richteten die Einwohner von Kröv mit Unterstützung des Amtsbürgermeisters, des Kreisleiters, des Ortsgruppenleiters sowie des Ortsbauernführers an den Werberat eine Eingabe auf Wiederzulassung des Namens. Zur Begründung führten sie aus,

„daß die Kröver Weine Weltruf genießen und gerade der ‚Kröver Nacktarsch‘ eine besondere Werbekraft für den Moselwein darstelle. Da sich im Lauf der letzten Monate herausgestellt hat, daß wegen des fehlenden Namens nachweislich Hunderte von Fudern Wein keine Käufer gefunden haben und die Kröver Weine nicht mehr die früheren Preise erzielen, was für den Ort einen großen Ausfall bedeute […].“

In den 1980er Jahren erwarb sich der Nacktarsch den zweifelhaften Ruf, ein billiger und, dem Massengeschmack folgend, süßer Mengenwein zu sein. Seit Beginn der 2000er Jahre gibt es starke Bestrebungen, dieses negative Image zu überwinden.
Ein bundesweites Medienecho löste die Idee aus, der Kröver Mehrzweckhalle den Namen „Nacktarschhalle“ zu geben. Die Einigung erfolgte schließlich auf den Namen „Weinbrunnenhalle Kröver Nacktarsch“.

## Einzellagen
Die Großlage Nacktarsch (320 ha) zählt zum Bereich Bernkastel und besteht aus folgenden Einzellagen in Kröv und Kövenig:

### Kröv
- Steffensberg

Der Steffensberg umfasst eine Fläche von 35 ha. Hier wird auf Devonschieferboden ausschließlich Riesling angebaut.
- Letterlay

An den Steffensberg schließt sich der 40 ha große Letterlay an. Beide Lagen sind nach Süden ausgerichtet. Auch hier werden Rieslingweine auf Devonschieferböden im Steilhang angebaut.
- Kirchlay

Diese Lage mit einer Größe von 70 ha ist nach Südsüdost ausgerichtet. Hier trifft man auf Tonschieferverwitterungsböden, im unteren Bereich ist der Boden hängig und besteht aus Lehm und Ton, der mit Schiefer durchsetzt ist. Hier wird u. a. Spätburgunder angebaut.
- Paradies

Das Paradies ist mit 160 ha Rebfläche die zweitgrößte Lage Krövs. Von der Mosel her wachsen auf schwerem Lehmboden vorwiegend Müller-Thurgau-Reben, in den Hanglagen wechselt der Boden hin zu Ton und Devonschiefer. Hier werden vorwiegend Kerner- und Dornfelder -Reben angebaut.

### Kövenig
Die Steillagen „Burglay“ und „Herrenberg“ umfassen Rebflächen von 18 ha bzw. 20 ha. Der Boden besteht aus Tonschiefer.

### Historie
Im Jahr 1868 wurde unter der Leitung des Königlichen Kataster Inspectors, Steuerrat Clotten, für die Königliche Regierung zu Trier eine Weinbaukarte  für den Regierungsbezirk Trier angefertigt. Für den Bereich Kröv (Cröv) sind dort lediglich die Einzellagen:
- Steffensberg
- Heislai

verzeichnet. Auf dieser Karte sind weiterhin folgende Lagen bei Cröv verzeichnet:
Pellen, Herresberg, Klasberg, Neuberg, Held, Lay, Kaltenberg und Goldgrub.
Christian von Stramberg (1837) nennt auf dem Distrikt Niederberg die Lagen Alte Kirch, Letterley, Häßchen, Rütschenberg, Bockskopf und Rebenter.